# El Tarter

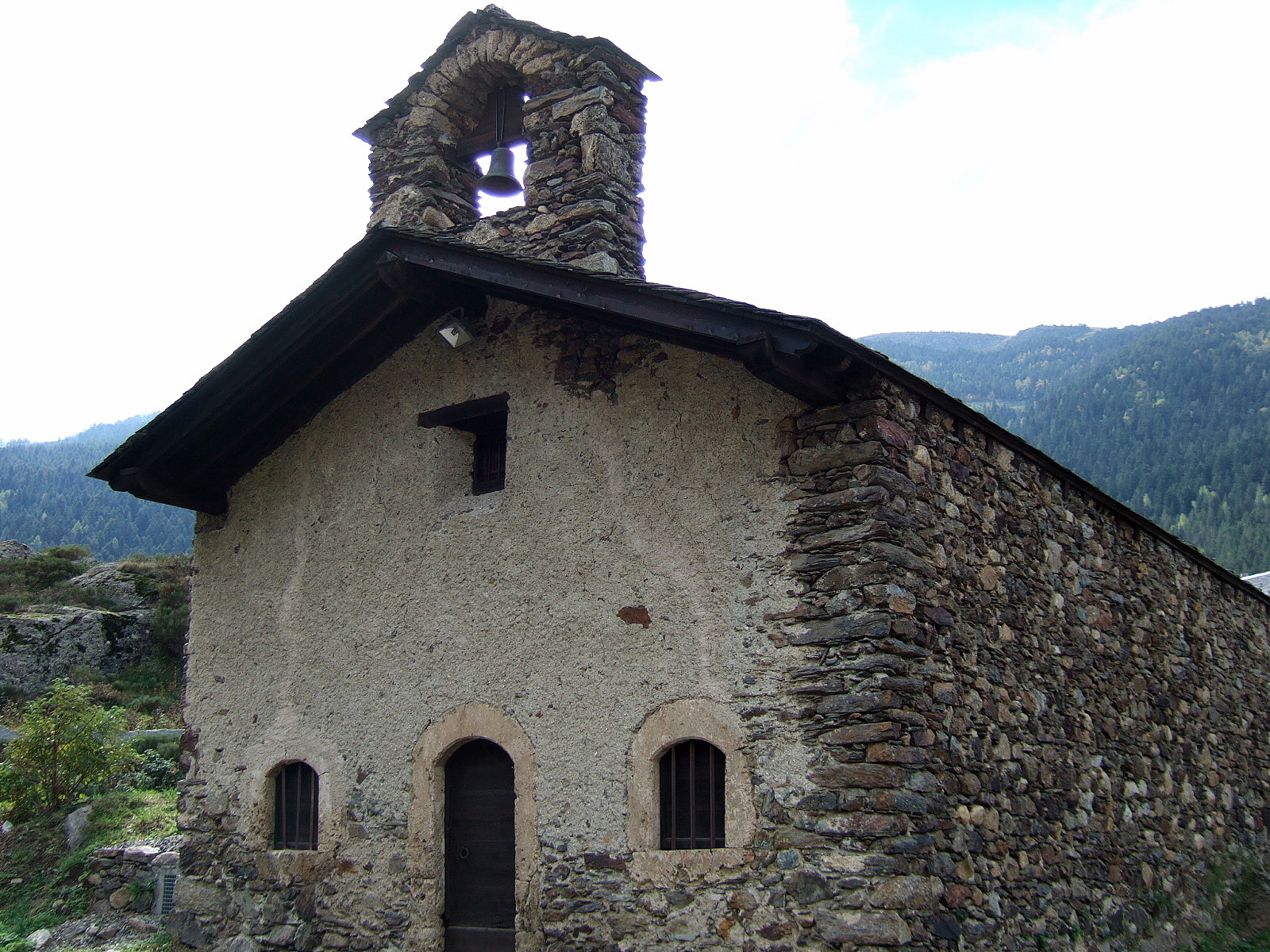
Die Església de Sant Pere del Tarter

El Tarter ist eine Kleinstadt in der Parroquía Canillo in Andorra. Sie zählte im Jahr 2024 1131 Einwohner.
In El Tarter befindet sich die barocke Kirche Sant Pere del Tarter aus dem 16. Jahrhundert.

## Lage
El Tarter liegt im Nordosten des Landes Andorra und im Zentrum der Parroquía Canillo. Durch den Ort fließt der Riu Valira d'Orient und die Hauptstraße CG-2 führt hindurch. El Tarter liegt etwa 5 Kilometer nordöstlich von dem Ort Canillo sowie etwa 16 Kilometer nordöstlich von Andorra la Vella.